# The Obelisk
The Obelisk fue un grupo formado por Marc Ceccagno, Robert Smith, Michael Dempsey, y Laurence Tolhurst, compañeros del colegio Notre Dame de Crawley, que con el paso del tiempo se formó tras su disolución la banda Malice en 1976, y a su vez su disolución formaría la banda Easy Cure, para acabar convirtiéndose en The Cure en 1978.

## Historia
Marc Ceccagno, Robert Smith, Michael Dempsey, y Laurence Tolhurst, compañeros del colegio Notre Dame de Crawley, formaron la banda para dar un único recital de fin de curso para sus compañeros de clase en 1973. Este fue el único recital que dio la banda.
Robert Smith, Michael Dempsey, y Laurence Tolhurst forman The Cure en 1978, y Marc Ceccagno la banda Amulet en 1976.